# Gasthuiskerk (Middelburg)

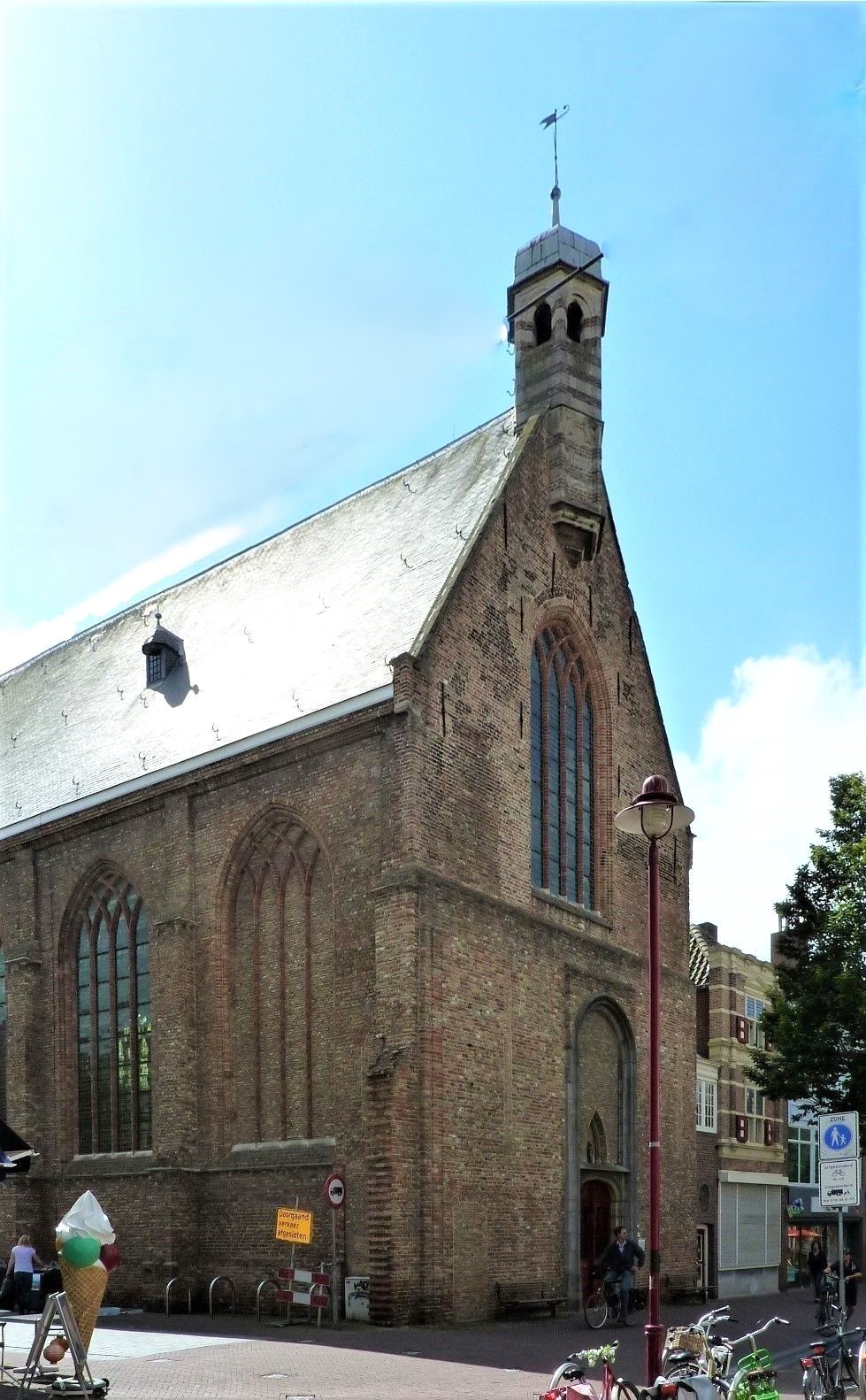
Die Gasthuiskerk zu Middelburg

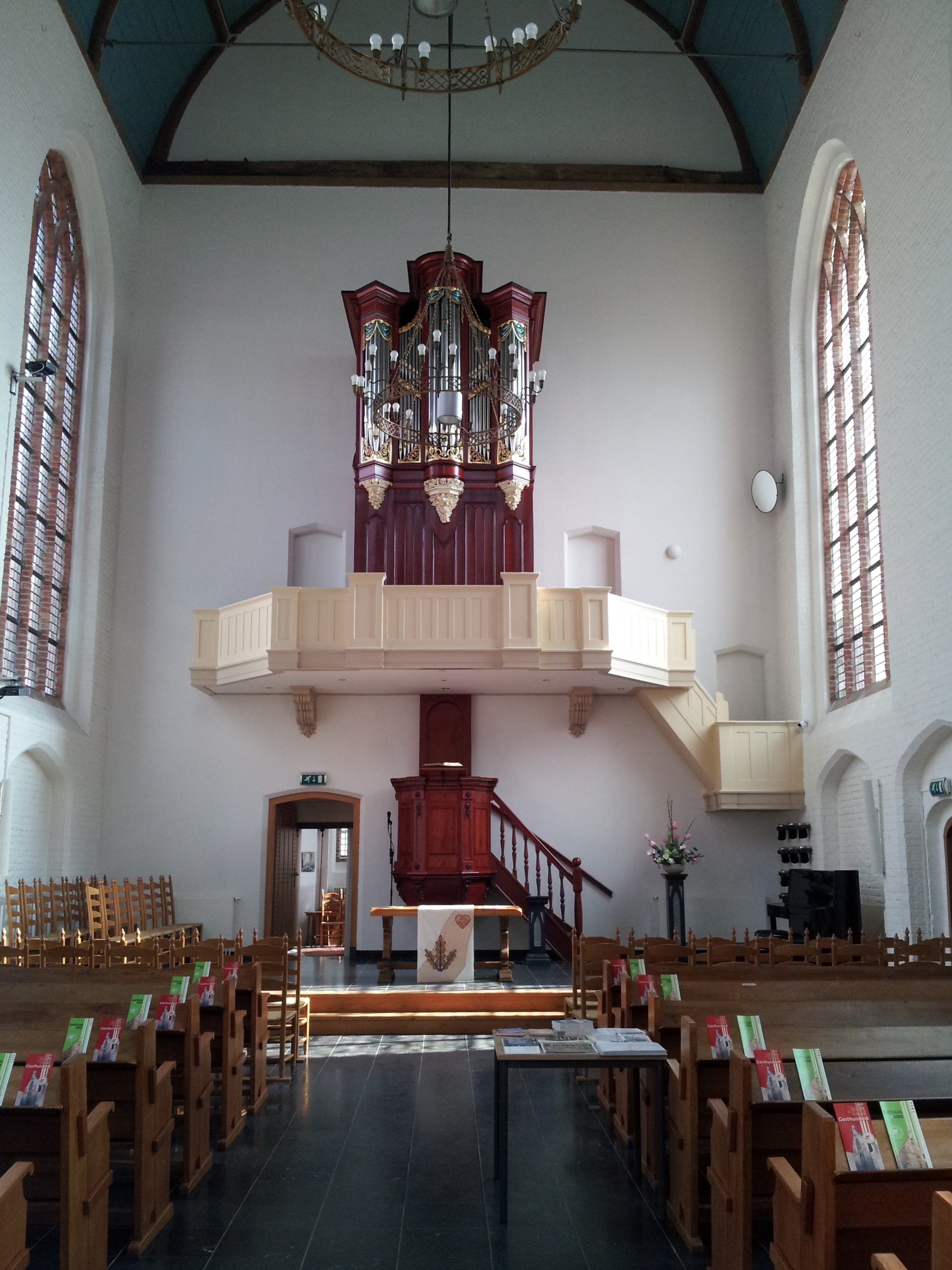
Inneres

Die Gasthuiskerk ist ein Kirchengebäude der reformierten Christelijke Gereformeerde Kerken in Middelburg, der Hauptstadt der niederländischen Provinz Zeeland. Die Kirche ist als Rijksmonument eingestuft.

## Geschichte
Die Gasthuiskerk (Gasthuis niederländisch für Hospital) ist ursprünglich als Kapelle des Hospitals St. Barbara zu Middelburg 1493/94 erbaut worden. Im Zuge der Reformation wurde die Kapelle nicht mehr vom Hospital benötigt und wurde von 1579 bis 1589 von englischen Händlern für Gottesdienste genutzt, ab dann wurden in ihr calvinistische Gottesdienste abgehalten. 1798 wurde der Sakralbau an die römisch-katholischen Gläubigen Middelburgs übergeben, die diesen bis 1846 nutzten. 1867 wurden die Gebäude des ehemaligen Hospitals St. Barbara abgerissen, wobei es beinahe auch zu einem Abbruch der Gasthuiskerk gekommen ist. Die Kapelle ist seit 1936 Pfarrkirche der örtlichen Gemeinde der Christelijke Gereformeerde Kerken.